# Lluís de Montbéliard
Lluís de Scarpone o de Mousson, nascut entre 1005 i 1019, mort entre 1070 i 1073, fou comte de Montbéliard, d'Altkirch i de Ferrette (el que fa que certs autors el qualifiquen a comte de Sundgau) i pel seu matrimoni fou també comte de Bar i senyor de Mousson. Era fill de Richwin, comte de Scarpone i d'Hildegardae d'Eguisheim, germana del papa Lleó IX.
Sofia de Bar i la seva germana Beatriu, filles de Frederic II, duc d'Alta Lotaríngia, havien estat recollides el 1033 per la seva tia materna, Gisela de Suàbia, esposa de l'emperador germànic Conrad II el Sàlic]. El [Ducat de Lorena|ducat d'Alta Lorena havia estat confiat al comte de Verdun Goteló I, però l'emperador volent reforçar la seva influència davant la casa de Verdun, que no va trigar a mostrar signes d'agitació, va casar la seva neboda Sofia amb Lluís el 1038. Aquest matrimoni li va aportar el comtat de Bar i la senyoria de Mousson.
Una mica més tard, el 1042, l'emperador li va donar els comtats de Montbéliard, d'Altkirch i de Ferrette. El 1044, va combatre amb èxit a Renald I de Borgonya, comte de Borgonya que s'havia revoltat contra l'emperador.
El 1047, el duc de Lotaríngia Godofreu II al que s'havia privat de la Baixa Lotaríngia (1046) i s'havia revoltat, va ser vençut. L'Alta Lorena li fou confiscada i donada a Adalbert d'Alsàcia, comte de Metz, passant al cap d'un any a Gerard d'Alsàcia, que va morir el 1070. Com que la seva esposa era filla de l'antic duc de l'Alta Lotaríngia, Frederic II, Lluís va reivindicar el ducat, però l'emperador Enric IV va fallar en favor de Thierry o Teodoric II el Valent, el fill de Gerard. Aquest diferent va ser a l'origen de la rivalitat entre els comtes de Bar i els ducs de Lorena, rivalitat que no desapareixerà fins al 1420, amb Renat d'Anjou, Isabel i de Lorena, i la unió de les dues cases.
Lluís va morir poc de temps després. De la seva esposa Sofia de Bar, havia tingut:
- Thierry (1045 † 1105), comte de Montbéliard i de Bar i senyor de Mousson
- Brunó
- Lluís, citat el 1080
- Frederic († 1092), marquès de Suse, senyor i després comte de Ferrette
- Sofia, casada amb Folmar, comte de Froburg
- Beatriu († 1092), casada amb Bertold I de Zähringen († 1078), duc de Caríntia
- Matilde, casada amb Hug IV de Nordgau i de Dagsburg († 1089)

´